# دمسيسة هشة الأوراق
أمبروزية هشة الأوراق (الاسم العلمي: Ambrosia tenuifolia) هي نوع من النباتات تتبع جنس الأمبروزية من الفصيلة النجمية.